# Ozeanisches Florenreich
Das ozeanische Florenreich wird neben den sechs kontinentalen Florenreichen geführt. Es erstreckt sich im Bereich der Weltmeere über die kontinentalfernen Inseln, insbesondere im Pazifik. Prägende Elemente sind hier weltweit verbreitete Arten wie Cocos nucifera (Kokospalmen) und Mangrovenbäume (z. B. Rhizophora sp.).
Zu ihm gehört auch die Insel Neuguinea, siehe Flora und Vegetation von Neuguinea.